# Casta

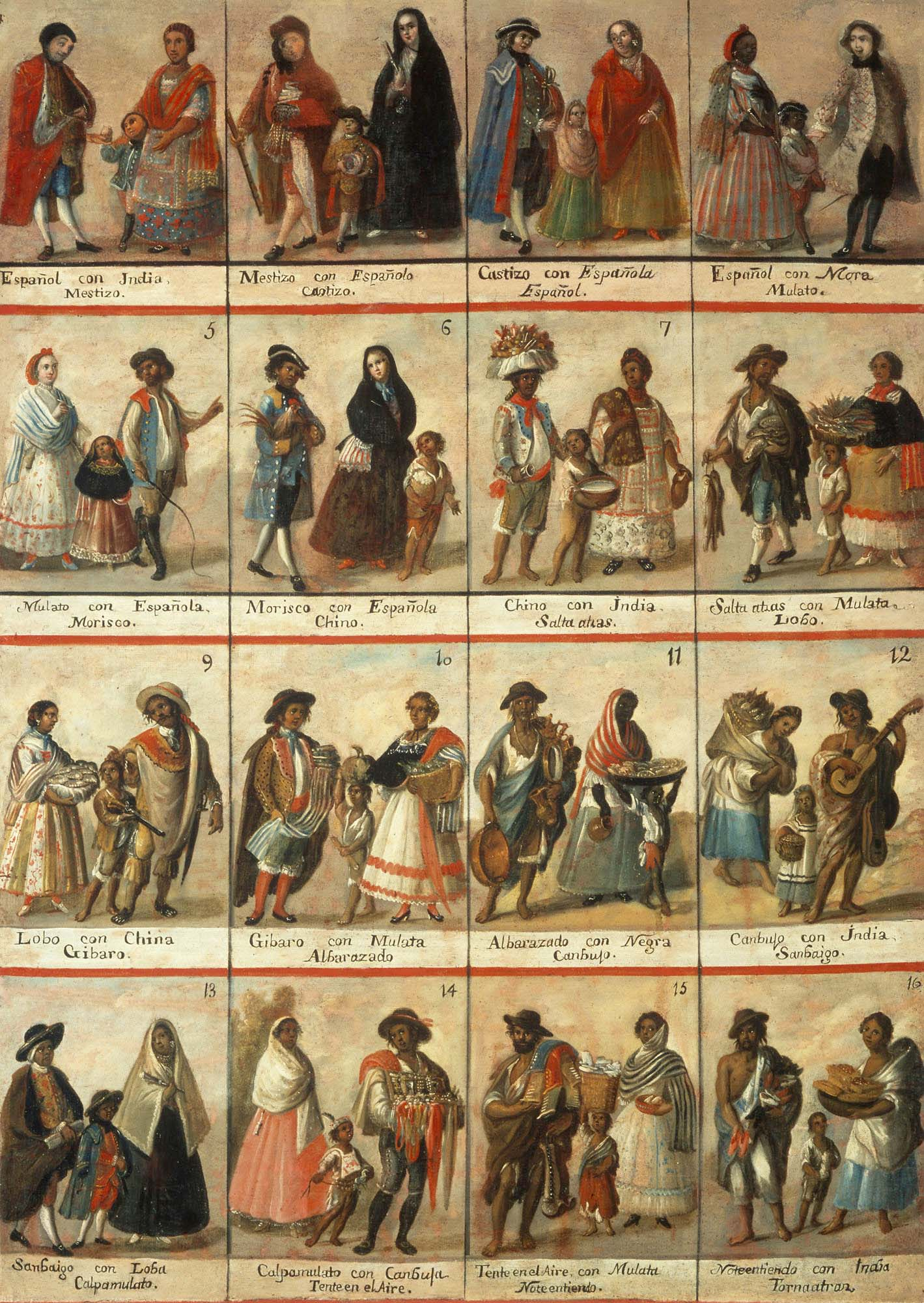
Afbeelding met 16 combinaties van castas

Casta (Spaans voor kaste) was het systeem van rassensegregatie gebaseerd op etnische achtergrond ten tijde van de Spaanse koloniale periode van Latijns-Amerika.
Indeling op etnische achtergrond vond zijn oorsprong in de behandeling van de Joden in Spanje die daar werden uitgesloten als zij geen limpieza de sangre of zuiverheid van bloed konden aantonen. Het was Joden ook verboden om naar de Nieuwe Wereld te emigreren en diegenen die het toch deden, stond bij ontdekking regelmatig een autodafe te wachten.
Hoewel de indeling naar casta's gedetailleerd was, was die niet bijzonder star. Culturele eigenschappen speelden soms een belangrijkere rol dan biologische achtergrond bij het bepalen van iemands casta. Als indianen bijvoorbeeld naar een koloniale stad verhuisden en zich aanpasten aan de koloniale leefwijze, werden ze doorgaans als mesties gezien, ook als ze genetisch 100% indiaans waren. Als een persoon voor meer dan 7/8e van dezelfde afkomst was, werd het overige deel genegeerd en werd hij als puur gezien. Het mengen van de verschillende bevolkingsgroepen werd aangemoedigd door de Rooms-Katholieke Kerk en ook was het soms mogelijk een hogere plaats op de hiërarchie te kopen. Dit alles contrasteert duidelijk met de situatie in de Engelse koloniën in Noord-Amerika en de Verenigde Staten, waar alleen werd gelet op de biologische achtergrond en tot enkele decennia geleden een taboe rustte op rassenvermenging.
De samenleving was ingedeeld in de volgende casta's:
1. Peninsulares of Europese Spanjaarden, bijgenaamd gachupines. Dit waren Spanjaarden die in Europa waren geboren, in de kolonie bestuursfuncties uitvoerden en na afloop terugkeerden naar Spanje. Zij vormden minder dan 1 procent van de bevolking, maar hadden wel het meeste macht. Vrijwel alle vicekoningen waren peninsulares. Hoewel ze de hoogste functies bekleedden, hadden ze wel met allerlei restricties te maken. Zo mochten zij geen land of grote eigendommen bezitten in Mexico en niet trouwen in de kolonie, omdat de Spaanse overheid vreesde dat ze dan niet meer loyaal aan Spanje zouden zijn.
2. Criollos oftewel creolen. Dit waren personen van etnisch Spaanse afkomst, maar die waren geboren in Amerika. Zij waren economisch het meest welvarend, maar de politieke topfuncties waren niet voor hen weggelegd. Peninsulares en criollos waren volgens de wet de enige groepen die mochten paardrijden, zijden kleding dragen, aangesproken moesten worden met dama of caballero en tal van andere voorrechten kenden. Voor kapitaalkrachtige personen uit lagere groepen was het vaak mogelijk zich tegen betaling blank te laten verklaren. In de laat-koloniale gingen de criollos zich americanos noemen en ijverden ze onder invloed van de verlichting voor gelijkberechtiging met de peninsulares. Bij het uitbreken van de Mexicaanse Onafhankelijkheidsoorlog in 1810 was 18% van de bevolking criollo.
3. Onder de criollos stonden de menggroepen. De wet kende niet minder dan zestien verschillende raciale mengvormen, met als hoofdgroepen mestiezen (blank+indiaan), mulatten (blank+zwart) en zambo's (zwart+indiaan). Ook vrije zwarten vielen onder deze groep. Wanneer een persoon voor meer dan 7/8e deel blank was, werd deze als criollo erkend. Verschillen in welvaart in deze groep waren aanzienlijk, sommigen waren steenrijk en anderen waren straatarm. Hun plichten waren gelijk aan die van de criollos, maar zij hadden minder rechten. In 1810 behoorde 21% van de bevolking tot een van deze groepen, waarvan meer dan de helft mestiezen.
4. De vierde en omvangrijkste groep waren de indianen. Deze stonden een trapje hoger dan slaven en werden formeel beschermd door kroon en kerk, maar in de praktijk waren de levensomstandigheden bar slecht. 75% van de indiaanse kinderen overleed in het eerste levensjaar. Velen werden het slachtoffer van peonage of werden gedwongen te werken op een encomienda. Afstammelingen van voormalige indiaanse heersers hadden het overigens heel wat beter; doorgaans konden zij gewoon aanblijven en bekleedden ze lokale bestuursfuncties. De hoogste indianen trouwden in in de Europese adel en werden zelf ook tot de adelstand verheven. De afstammelingen van het Azteekse koningshuis bijvoorbeeld kregen de titel Duque de Moctezuma (hertog van Moctezuma). Met 60% van de bevolking waren de indianen de omvangrijkste groep.
5. Helemaal onderaan de ladder stonden de slaven die vanuit Afrika werden aangevoerd. Zij moesten onder erbarmelijke omstandigheden werken op landgoederen of in mijnen. Zij waren vrijwel nooit in grote groepen geconcentreerd, waardoor ze zich niet snel voortplantten en hun aantal beperkt bleef. Als slaven wel in grote groepen geconcentreerd waren, kon het nog wel eens gebeuren dat er een opstand uitbrak waarbij de slaven het binnenland invluchten. Zo leidde Gaspar Yanga uit Veracruz een slavenopstand waarbij hij erin slaagde de koninklijke troepen te verslaan, die werden gedwongen zijn vrijheid te erkennen. Aan het eind van de koloniale periode was het aantal slaven afgenomen; in 1810 was nog maar 0,2% van de bevolking slaaf.